# Tagmout
Tagmout (en àrab تڭموت, Tagmūt; en amazic ⵜⴰⴳⵎⵓⵜ) és una comuna rural de la província de Tata, a la regió de Souss-Massa, al Marroc. Segons el cens de 2014 tenia una població total de 4.581 persones.